# Daniel Bertoni
Ricardo Daniel Bertoni (Bahía Blanca, 14 marzo 1955) è un ex calciatore e allenatore di calcio argentino, di ruolo centrocampista, campione del Mondo con la nazionale argentina nel 1978.

## Biografia
Nato a Bahía Blanca, crebbe a Quilmes, poiché il padre, che era lattaio a Puerto Belgrano, fu chiamato da un parente per lavorarvi come camionista. Fratello gemello di Carlos, entrambi si avvicinarono al calcio, ma il secondo dovette cessare l'attività per problemi di asma, mentre Daniel poté proseguire e diventare professionista.

## Caratteristiche tecniche
Centrocampista offensivo o attaccante, era in possesso di affinate doti tecniche e di un tiro potente, che era in grado di effettuare con entrambi i piedi.

## Carriera

### Club
Cresciuto con il modello di Raúl Bernao, entrò a far parte del settore giovanile del Quilmes, con cui debuttò in prima squadra a sedici anni. Nel 1973 fu acquistato dall'Independiente, ove trovò Ricardo Bochini, che calcisticamente fu una delle figure più importanti per Bertoni. Esordì il 6 maggio 1973 nel 2-2 contro il Vélez Sarsfield, e alla sua prima stagione con il club di Avellaneda, la Primera División 1973, scese in campo per 35 volte, segnando 8 reti. In ambito internazionale, la formazione continuò le vittorie dell'annata precedente, ottenendo per la seconda volta consecutiva la Coppa Libertadores, stavolta abbinata alla Coppa Intercontinentale, la prima vinta dall'Independiente.

Bertoni con la maglia della Fiorentina nei primi anni 1980

Nel 1974 Bertoni giocò 35 incontri in Primera División, partecipando anche alle vittorie in Coppa Interamericana e Coppa Libertadores. Il 1975 fu un anno problematico per il giocatore, che non potendosi allenare con continuità subì un calo nel rendimento fisico, che influenzò le sue prestazioni in campo. Tuttavia, la stagione si concluse con un'ulteriore vittoria in Libertadores e in Interamericana e con undici reti segnate in campionato. Il biennio 1976-1977 fu il migliore a livello personale per Bertoni: sulle 76 partite giocate, andò a segno 43 volte, vincendo per la prima e unica volta la Primera División con la conquista del torneo Nacional nel 1977. Il 25 gennaio 1978 Bertoni giocò la sua ultima partita con il club dalla casacca rossa, affrontando il Talleres a Córdoba.
Dopo la vittoria nel campionato del mondo 1978, Bertoni fu ceduto al Siviglia per 70 milioni di pesetas, la somma più ingente mai pagata da tale società per un calciatore. Gli inizi nel calcio spagnolo non furono entusiasmanti, più per le pressanti aspettative che per uno scarso rendimento, e alla sua prima annata lontano dall'Argentina realizzò 8 gol in 25 incontri. Durante la stagione 1979-1980 strinse un forte legame in campo con Héctor Scotta, che al Siviglia era arrivato nel 1976-1977: in due assommarono 32 reti, egualmente ripartite.

Bertoni (a sinistra) al Napoli nella stagione 1984-1985, assieme al connazionale Maradona.

Nel 1980 Bertoni fu acquistato dalla Fiorentina del neopresidente Ranieri Pontello, primo straniero del club viola in seguito alla riapertura delle frontiere. La stagione del suo debutto lo vede scendere in campo 25 volte, andando a segno contro Catanzaro, Avellino, Inter e Roma, per un totale di 4 gol. Nel 1981-1982 Bertoni gioca tutti e 30 gli incontri, e con le sue nove reti è il miglior marcatore della squadra insieme a Francesco Graziani. Contro l'Inter il calciatore argentino segna la sua prima doppietta italiana, sfruttando un calcio di rigore concesso al 50º minuto dopo il gol che aveva aperto la gara al 25º. Bertoni, soprannominato Puntero dalla tifoseria, nella stagione 1982-1983 manca per quattro mesi, tenuto fuori da un'epatite virale, e conclude l'annata con 16 presenze e 4 gol, di cui 2 segnati alla prima giornata contro il Catanzaro. Il 1983-1984 è la miglior stagione dell'argentino alla Fiorentina: 10 gol nelle 26 partite giocate, con due doppiette.
Al termine dell'annata Bertoni lascia la società di Firenze per trasferirsi al Napoli. Con il club partenopeo raggiunse Diego Maradona, suo connazionale, con cui formò una buona coppia: nonostante alcuni contrasti con il tecnico Ottavio Bianchi, Bertoni riuscì a giocare quasi tutti gli incontri, totalizzando 14 gol nelle due stagioni napoletane. Nel 1986 passò all'Udinese, ove chiuse la carriera al termine della Serie A 1986-1987.

### Nazionale
All'età di sedici anni giocò un'amichevole a Quilmes contro l'Argentina giovanile, che stava effettuando la preparazione in vista del Torneo di Cannes: entrato a partita in corso, Bertoni realizzò due reti, facendo vincere il Quilmes, e tale prestazione persuase la commissione tecnica e il CT Rubén Bravo ad aggregarlo alla selezione che partecipò alla competizione in terra di Francia. L'anno seguente, affiancato dal futuro campione del mondo Kempes, con la nazionale giovanile giunse al terzo posto nel medesimo Torneo.

Bertoni in nazionale ai Mondiali 1978, alle prese con l'italiano Cabrini.

Daniel Bertoni debuttò in nazionale maggiore nel 1974, e nel 1978 prese parte al Campionato del mondo. In tale competizione scese in campo per la prima volta contro l'Ungheria, subentrando a René Houseman al 67º minuto: realizzò il gol della vittoria all'84º, approfittando di una respinta difettosa della difesa ungherese.
Saltò l'incontro successivo contro la Francia, e tornò in campo da titolare contro l'Italia, giocando tutta la partita. Nel gruppo semifinale Bertoni fu subito schierato in campo contro la Polonia quale attaccante di supporto per Kempes, che in quell'incontro marcò una doppietta. Menotti lo mantenne in tale posizione anche contro Brasile e Perù. Nella finale contro i Paesi Bassi il CT César Luis Menotti riportò Bertoni a centrocampo, e al 115º il giocatore suggellò la vittoria della selezione bianco-celeste con il gol del 3-1.
Lo stesso Menotti incluse Bertoni nella lista dei convocati per Spagna 1982. Schierato titolare nel centrocampo a quattro, l'argentino giocò per intero la prima sfida contro il Belgio, venendo ammonito. Aprì poi le marcature del 4-1 con l'Ungheria il 18 giugno ad Alicante, segnando al 26º. Contro l'El Salvador Bertoni andò nuovamente a segno, chiudendo la gara con il gol del 2-0 al 52º minuto. Figurò nell'undici iniziale anche nelle ultime due partite disputate dalla nazionale argentina contro Italia e Brasile.

## Statistiche

### Presenze e reti nei club
| Stagione             | Squadra              | Campionato           | Campionato | Campionato | Coppe nazionali | Coppe nazionali | Coppe nazionali | Coppe continentali | Coppe continentali | Coppe continentali | Altre coppe | Altre coppe | Altre coppe | Totale | Totale |
| Stagione             | Squadra              | Comp                 | Pres       | Reti       | Comp            | Pres            | Reti            | Comp               | Pres               | Reti               | Comp        | Pres        | Reti        | Pres   | Reti   |
| -------------------- | -------------------- | -------------------- | ---------- | ---------- | --------------- | --------------- | --------------- | ------------------ | ------------------ | ------------------ | ----------- | ----------- | ----------- | ------ | ------ |
| 1972                 | Quilmes              | PD                   | 31         | 12         | -               | -               | -               | -                  | -                  | -                  | -           | -           | -           | 31     | 12     |
| 1973                 | Independiente        | PD                   | 35         | 8          | -               | -               | -               | CL+CI              | ?+1                | ?+0                | -           | -           | -           | 36+    | 8+     |
| 1974                 | Independiente        | PD                   | 35         | 17         | -               | -               | -               | CL+CI              | ?+2                | ?+0                | -           | -           | -           | 37+    | 17+    |
| 1975                 | Independiente        | PD                   | 33         | 11         | -               | -               | -               | CL                 | ?                  | ?                  | -           | -           | -           | 33+    | 11+    |
| 1976                 | Independiente        | PD                   | 42         | 21         | -               | -               | -               | CL                 | ?                  | ?                  | -           | -           | -           | 42+    | 21+    |
| 1977                 | Independiente        | PD                   | 34         | 22         | -               | -               | -               | -                  | -                  | -                  | -           | -           | -           | 34     | 22     |
| 1978                 | Independiente        | PD                   | 0          | 0          | -               | -               | -               | -                  | -                  | -                  | -           | -           | -           | 0      | 0      |
| Totale Independiente | Totale Independiente | Totale Independiente | 179        | 79         |                 | -               | -               |                    | ?+3                | ?+0                |             | -           | -           | 182+   | 80+    |
| 1978-1979            | Siviglia             | PD                   | 25         | 8          | CdR             | ?               | ?               | -                  | -                  | -                  | -           | -           | -           | 25+    | 8+     |
| 1979-1980            | Siviglia             | PD                   | 32         | 16         | CdR             | ?               | ?               | -                  | -                  | -                  | -           | -           | -           | 32+    | 16+    |
| Totale Siviglia      | Totale Siviglia      | Totale Siviglia      | 57         | 24         |                 | ?               | ?               |                    | -                  | -                  |             | -           | -           | 57+    | 24+    |
| 1980-1981            | Fiorentina           | A                    | 25         | 4          | CI              | 6               | 1               | -                  | -                  | -                  | -           | -           | -           | 31     | 5      |
| 1981-1982            | Fiorentina           | A                    | 30         | 9          | CI              | 6               | 1               | -                  | -                  | -                  | -           | -           | -           | 36     | 10     |
| 1982-1983            | Fiorentina           | A                    | 16         | 4          | CI              | 5               | 1               | CU                 | 2                  | 1                  | -           | -           | -           | 23     | 7      |
| 1983-1984            | Fiorentina           | A                    | 26         | 10         | CI              | 7               | 0               | -                  | -                  | -                  | -           | -           | -           | 33     | 10     |
| Totale Fiorentina    | Totale Fiorentina    | Totale Fiorentina    | 97         | 27         |                 | 24              | 3               |                    | 2                  | 1                  |             | -           | -           | 123    | 31     |
| 1984-1985            | Napoli               | A                    | 27         | 11         | CI              | 7               | 4               | -                  | -                  | -                  | -           | -           | -           | 34     | 15     |
| 1985-1986            | Napoli               | A                    | 26         | 3          | CI              | 3               | 0               | -                  | -                  | -                  | -           | -           | -           | 29     | 3      |
| Totale Napoli        | Totale Napoli        | Totale Napoli        | 53         | 14         |                 | 10              | 4               |                    | -                  | -                  |             | -           | -           | 63     | 18     |
| 1986-1987            | Udinese              | A                    | 20         | 1          | CI              | ?               | ?               | -                  | -                  | -                  | -           | -           | -           | 20+    | 1+     |
| Totale carriera      | Totale carriera      | Totale carriera      | 447        | 157        |                 | 24+             | 3+              |                    | 5+                 | 1+                 |             | -           | -           | 476+   | 161+   |

### Cronologia presenze e reti in nazionale
| Cronologia completa delle presenze e delle reti in nazionale ― Argentina | Cronologia completa delle presenze e delle reti in nazionale ― Argentina | Cronologia completa delle presenze e delle reti in nazionale ― Argentina | Cronologia completa delle presenze e delle reti in nazionale ― Argentina | Cronologia completa delle presenze e delle reti in nazionale ― Argentina | Cronologia completa delle presenze e delle reti in nazionale ― Argentina | Cronologia completa delle presenze e delle reti in nazionale ― Argentina | Cronologia completa delle presenze e delle reti in nazionale ― Argentina |
| Data                                                                     | Città                                                                    | In casa                                                                  | Risultato                                                                | Ospiti                                                                   | Competizione                                                             | Reti                                                                     | Note                                                                     |
| ------------------------------------------------------------------------ | ------------------------------------------------------------------------ | ------------------------------------------------------------------------ | ------------------------------------------------------------------------ | ------------------------------------------------------------------------ | ------------------------------------------------------------------------ | ------------------------------------------------------------------------ | ------------------------------------------------------------------------ |
| 7-11-1974                                                                | Santiago del Cile                                                        | Cile                                                                     | 0 – 2                                                                    | Argentina                                                                | Amichevole                                                               | -                                                                        |                                                                          |
| 13-10-1976                                                               | Buenos Aires                                                             | Argentina                                                                | 2 – 0                                                                    | Cile                                                                     | Amichevole                                                               | 1                                                                        |                                                                          |
| 28-10-1976                                                               | Lima                                                                     | Perù                                                                     | 1 – 3                                                                    | Argentina                                                                | Amichevole                                                               | -                                                                        |                                                                          |
| 10-11-1976                                                               | Buenos Aires                                                             | Argentina                                                                | 1 – 0                                                                    | Perù                                                                     | Amichevole                                                               | -                                                                        |                                                                          |
| 28-11-1976                                                               | Buenos Aires                                                             | Argentina                                                                | 0 – 0                                                                    | Unione Sovietica                                                         | Amichevole                                                               | -                                                                        |                                                                          |
| 27-2-1977                                                                | Buenos Aires                                                             | Argentina                                                                | 5 – 1                                                                    | Ungheria                                                                 | Amichevole                                                               | 3                                                                        |                                                                          |
| 22-3-1977                                                                | Madrid                                                                   | Iran                                                                     | 1 – 1 (1 – 4 dtr)                                                        | Argentina                                                                | Amichevole                                                               | -                                                                        |                                                                          |
| 29-5-1977                                                                | Buenos Aires                                                             | Argentina                                                                | 3 – 1                                                                    | Polonia                                                                  | Amichevole                                                               | 2                                                                        |                                                                          |
| 5-6-1977                                                                 | Buenos Aires                                                             | Argentina                                                                | 1 – 3                                                                    | Germania Est                                                             | Amichevole                                                               | -                                                                        |                                                                          |
| 12-6-1977                                                                | Buenos Aires                                                             | Argentina                                                                | 1 – 1                                                                    | Inghilterra                                                              | Amichevole                                                               | 1                                                                        | 74’                                                                      |
| 31-8-1977                                                                | Asunción                                                                 | Paraguay                                                                 | 2 – 0 (1 – 3 dtr)                                                        | Argentina                                                                | Coppa Félix Bogado                                                       | -                                                                        |                                                                          |
| 29-3-1978                                                                | Buenos Aires                                                             | Argentina                                                                | 3 – 1                                                                    | Bulgaria                                                                 | Amichevole                                                               | -                                                                        | Ingresso                                                                 |
| 5-4-1978                                                                 | Buenos Aires                                                             | Argentina                                                                | 2 – 0                                                                    | Romania                                                                  | Amichevole                                                               | -                                                                        | Uscita                                                                   |
| 19-4-1978                                                                | Buenos Aires                                                             | Argentina                                                                | 3 – 1                                                                    | Irlanda                                                                  | Amichevole                                                               | -                                                                        | Ingresso                                                                 |
| 25-4-1978                                                                | Montevideo                                                               | Uruguay                                                                  | 2 – 0                                                                    | Argentina                                                                | Amichevole                                                               | -                                                                        |                                                                          |
| 3-5-1978                                                                 | Buenos Aires                                                             | Argentina                                                                | 3 – 0                                                                    | Uruguay                                                                  | Amichevole                                                               | -                                                                        | Uscita                                                                   |
| 2-6-1978                                                                 | Buenos Aires                                                             | Argentina                                                                | 2 – 1                                                                    | Ungheria                                                                 | Mondiali 1978 - 1º turno                                                 | 1                                                                        | 67’                                                                      |
| 10-6-1978                                                                | Buenos Aires                                                             | Italia                                                                   | 1 – 0                                                                    | Argentina                                                                | Mondiali 1978 - 1º turno                                                 | -                                                                        |                                                                          |
| 14-6-1978                                                                | Rosario                                                                  | Argentina                                                                | 2 – 0                                                                    | Polonia                                                                  | Mondiali 1978 - 2º turno                                                 | -                                                                        |                                                                          |
| 18-6-1978                                                                | Rosario                                                                  | Argentina                                                                | 0 – 0                                                                    | Brasile                                                                  | Mondiali 1978 - 2º turno                                                 | -                                                                        |                                                                          |
| 21-6-1978                                                                | Rosario                                                                  | Argentina                                                                | 6 – 0                                                                    | Perù                                                                     | Mondiali 1978 - 2º turno                                                 | -                                                                        | 64’                                                                      |
| 25-6-1978                                                                | Buenos Aires                                                             | Argentina                                                                | 3 – 1                                                                    | Paesi Bassi                                                              | Mondiali 1978 - Finale                                                   | 1                                                                        |                                                                          |
| 22-5-1979                                                                | Berna                                                                    | Argentina                                                                | 0 – 0 (8 – 7 dtr)                                                        | Paesi Bassi                                                              | 75º Anniversario FIFA                                                    | -                                                                        | 66’                                                                      |
| 1-1-1981                                                                 | Montevideo                                                               | Argentina                                                                | 2 – 1                                                                    | Germania Ovest                                                           | Copa de Oro                                                              | -                                                                        | 67’                                                                      |
| 4-1-1981                                                                 | Montevideo                                                               | Argentina                                                                | 1 – 1                                                                    | Brasile                                                                  | Copa de Oro                                                              | -                                                                        | 46’                                                                      |
| 13-6-1982                                                                | Barcellona                                                               | Argentina                                                                | 0 – 1                                                                    | Belgio                                                                   | Mondiali 1982 - 1º turno                                                 | -                                                                        | 55’                                                                      |
| 18-6-1982                                                                | Alicante                                                                 | Argentina                                                                | 4 – 1                                                                    | Ungheria                                                                 | Mondiali 1982 - 1º turno                                                 | 1                                                                        |                                                                          |
| 23-6-1982                                                                | Alicante                                                                 | Argentina                                                                | 2 – 0                                                                    | El Salvador                                                              | Mondiali 1982 - 1º turno                                                 | 1                                                                        | 66’                                                                      |
| 29-6-1982                                                                | Barcellona                                                               | Italia                                                                   | 2 – 1                                                                    | Argentina                                                                | Mondiali 1982 - 2º turno                                                 | -                                                                        |                                                                          |
| 2-7-1982                                                                 | Barcellona                                                               | Argentina                                                                | 1 – 3                                                                    | Brasile                                                                  | Mondiali 1982 - 2º turno                                                 | -                                                                        | 65’                                                                      |
| Totale                                                                   |                                                                          | Presenze                                                                 | 30                                                                       |                                                                          | Reti                                                                     | 11                                                                       |                                                                          |

## Palmarès

### Club

#### Competizioni nazionali
- Campionato argentino: 1

Independiente: Nacional 1977

#### Competizioni internazionali
- Coppa Interamericana: 3

Independiente: 1972, 1974, 1975
- Coppa Libertadores: 3

Independiente: 1973, 1974, 1975
- Coppa Intercontinentale: 1

Independiente: 1973

### Nazionale
- Campionato mondiale: 1

Argentina 1978